# 巴哈姆特

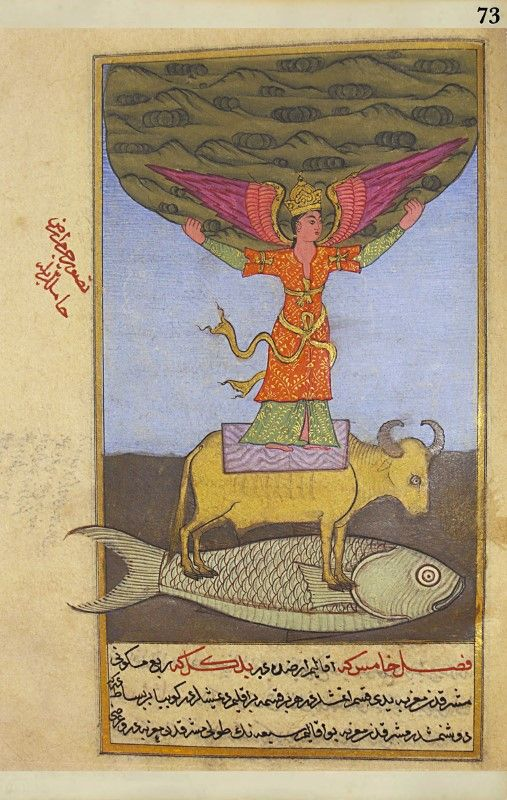
阿拉伯神话中记载的巴哈姆特，其形象为一条巨大的鱼

巴哈姆特（阿拉伯语：بهموت，Bahamūt）是阿拉伯神話中的水中生物，形象為巨大的魚，居住在廣闊的海洋之中。巴哈姆特的詞源，可能源自貝赫莫特（Behemoth）。
在現代桌上遊戲、電子遊戲、動漫影視相關創作中，以巴哈姆特為名的幻想生物常被描述成能飛翔又具有頂尖力量的巨龍，這一形象風行於遊戲《龍與地下城》與《Final Fantasy》等系列之中。